# 小笠原村立小笠原小学校
小笠原村立小笠原小学校（おがさわらそんりつおがさわらしょうがっこう）は、東京都小笠原村父島に所在する公立の小学校。父島で唯一の小学校である。小笠原中学校に隣接しており、グランド・体育館・プールは小笠原中学校と共同で使用している。
南洋踊りや小笠原太鼓など小笠原の伝統文化や、アオウミガメなど小笠原固有種・希少種について学ぶ授業を行っている。運動会は小笠原中学校および小笠原高校と合同で実施される。

## 概要

### 児童
2023年（令和5年）4月7日現在
- 全校児童：133名
  - 1年生 - 21名
  - 2年生 - 20名
  - 3年生 - 23名
  - 4年生 - 20名
  - 5年生 - 20名
  - 6年生 - 26名
  - ヤシの木学級生 - 3名

### 教職員
2018年（平成30年）4月1日現在
- 校長 - 1名
- 副校長 - 1名
- 教諭 - 11名
- 養護教諭 - 1名
- 学習支援員 - 4名
- 事務職員 - 1名
- 用務員 - 1名
- その他 - 2名

## 歴史
- 1968年の小笠原諸島本土復帰に伴い、ラドフォード提督初等学校の校地・校舎を引き継いで小笠原中学校とともに開校。当時の児童数は32名であった[1]。

### 沿革
- 1968年（昭和43年）6月26日 - 開校[1]。
- 1970年（昭和45年）9月26日 - 台風17号の接近に伴う強風でプレハブ校舎1棟が倒壊[4]。
- 1973年（昭和48年）7月14日 - 現在地に移転[3]。
- 1977年（昭和52年）6月12日 - 体育館落成[3]。
- 1978年（昭和53年）6月14日 - プール完成[3]。
- 2006年（平成18年）4月1日 - 通級指導学級「ヤシの木教室」設置[3]。
- 2008年（平成20年）10月 - ユネスコスクール加盟[3]。
- 2016年（平成28年）4月1日 - 特別支援学級「ヤシの木学級」設置[3]。
- 2030年（令和12年） - 小笠原小中学校として、校舎建て替え（予定）[5]。

## 周辺
小笠原村中心部に位置する。
- 小笠原村立小笠原中学校 - 同一敷地内で、かつ進学先中学校。
- 東京都道240号父島循環線
- 東京都小笠原支庁
- 小笠原総合事務所
- 警視庁小笠原警察署
- 小笠原村役場
- 小笠原郵便局
- 小笠原村商工会館
- 小笠原村観光協会

## アクセス
- 小笠原村営バス
  - 「大村〜奥村循環線」で、「小学校裏」停留所より、都道240号線から下る校地北側の門まで、
    - 清瀬・奥村先回りのりばから、徒歩約90m・約2分。
    - 西町先回りのりばから、徒歩約55m・約1分。

  - 「扇浦線」・「大村〜奥村循環線」で、「村役場前」停留所より、校地南側の門まで、
    - 小港海岸行のりばから、徒歩約280m・約4分。
    - 清瀬・診療所・奥村経由村役場行のりばから、徒歩約275m・約4分。